# Juli 1914
Portal Geschichte | Portal Biografien | Aktuelle Ereignisse | Jahreskalender | Tagesartikel

◄ |
19. Jahrhundert |
20. Jahrhundert
| 21. Jahrhundert

◄ |
1880er |
1890er |
1900er |
1910er
| 1920er | 1930er | 1940er | ►

◄ |
1910 |
1911 |
1912 |
1913 |
1914
| 1915 | 1916 | 1917 | 1918 | ►

◄ |
April 1914 |
Mai 1914 |
Juni 1914 |
Juli 1914 |
August 1914 |
September 1914 |
Oktober 1914 |
►
Dieser Artikel behandelt tagesbezogene Nachrichten und Ereignisse im Juli 1914.

## Tagesgeschehen

### Mittwoch, 1. Juli

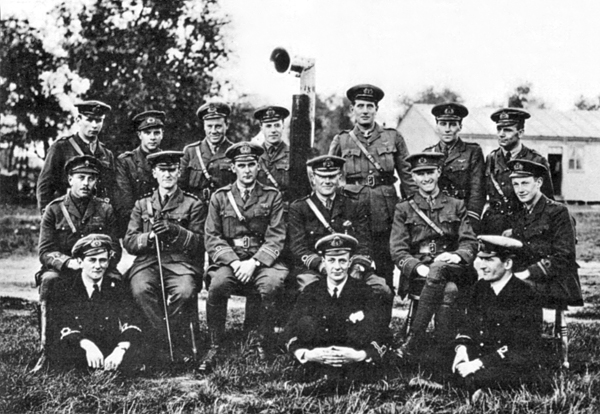
Mitglieder der No 1 Squadron RNAS gegen Ende 1914

- Kiew/Russisches Kaiserreich: Die St.-Pantaleon-Kathedrale, eine Ukrainisch-Orthodoxe Kirche des Moskauer Patriarchats, wird eingeweiht. Der Baubeginn war am 16. Juli 1905.
- Meyrin/Schweiz: Der Fußballklub FC Meyrin wird gegründet. Als Vereinsfarben werden Gelb und Schwarz ausgewählt.
- Vereinigtes Königreich: Damit die Flugzeuge nicht unter der Kontrolle einer Abteilung des Heeres stehen wird die Marineeinheit des Royal Flying Corps unter dem Namen Royal Naval Air Service (RNAS) abgespalten.
- Weisweiler/Deutsches Kaiserreich: Der erste Bauabschnitt des Kraftwerks Weisweiler nimmt den Probebetrieb mit einer Leistung von 12 MW auf. Die regelmäßige Stromlieferung erfolgt ab 1. September des gleichen Jahres.
- Südafrikanische Union: Die Nationale Partei (NP) wird zugelassen. Wesentliche Ziele waren die Unabhängigkeit Südafrikas vom britischen Empire und die Gleichstellung des Afrikaans gegenüber dem Englischen.[1] Zu den langjährigen Grundsätzen der Partei, die von 1948 bis 1994 Südafrika regiert, gehört die Apartheid.

### Donnerstag, 2. Juli

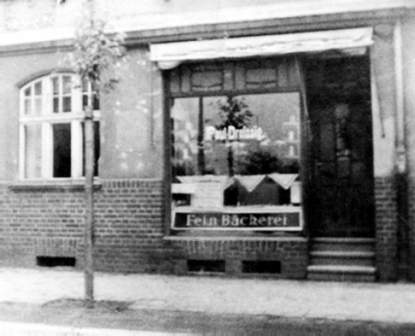
Das erste Bäckereigeschäft der Bäckerei Dreißig in den 1920er Jahren

- Sayda/Deutsches Kaiserreich: Ein vermutlich durch Brandstiftung entstandenes Feuer vernichtet am historischen Ortsteil „Plan“ (Anger) zehn Häuser.
- Guben/Deutsches Kaiserreich: Die Bäckerei Dreißig zieht drei Jahre nach ihrer Gründung auf ein eigenes Grundstück in eine neu gebaute Bäckerei.

### Sonntag, 5. Juli

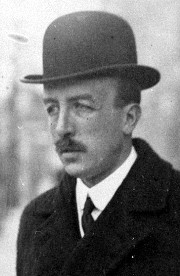
Alexander Graf von Hoyos (um 1914)

- Berlin/Deutsches Kaiserreich: Der k.u.k. Sondergesandte Legationsrat Alexander Graf von Hoyos Mission Hoyos reist im Zuge der Julikrise nach Berlin um Unterstützung des Deutschen Reichs für eine militärische Intervention Österreich-Ungarns gegen Serbien zu erlangen. Am Tag darauf kehrt er mit dem so genannten „Blankoscheck“, der zum Krieg mit Serbien und schließlich zum Ersten Weltkrieg führt, nach Wien zurück.

### Dienstag, 7. Juli
- Belfast/Vereinigtes Königreich: Die Orbita, ein Ozeandampfer der britischen Reederei Pacific Steam Navigation Company, läuft vom Stapel. Wegen des Krieges kann es aber erst ab 1919 als Passagierschiff eingesetzt werden.
- Georgia/Vereinigte Staaten: Das Barrow County wird aus Teilen des Walton, Gwinnett und Jackson County gebildet und nach David Crenshaw Barrow, einem ehemaligen Dekan der University of Georgia benannt.

### Mittwoch, 8. Juli

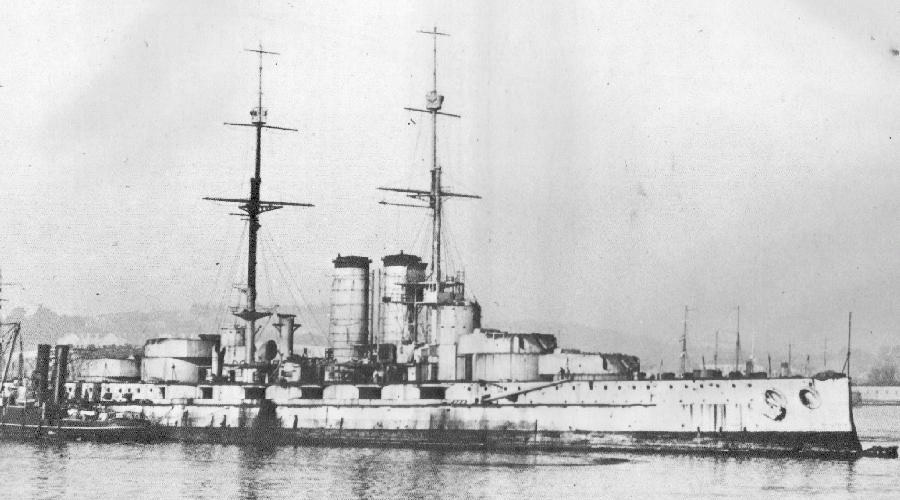
Die Prinz Eugen 1920 als Zielschiff der französischen Marine.

- Triest/Österreich-Ungarn: Die Prinz Eugen, ein Schlachtschiff der Tegetthoff-Klasse der k.u.k. Marine, läuft vom Stapel. Der Name bezieht sich auf den österreichischen Feldherren Eugen von Savoyen.

### Donnerstag, 9. Juli

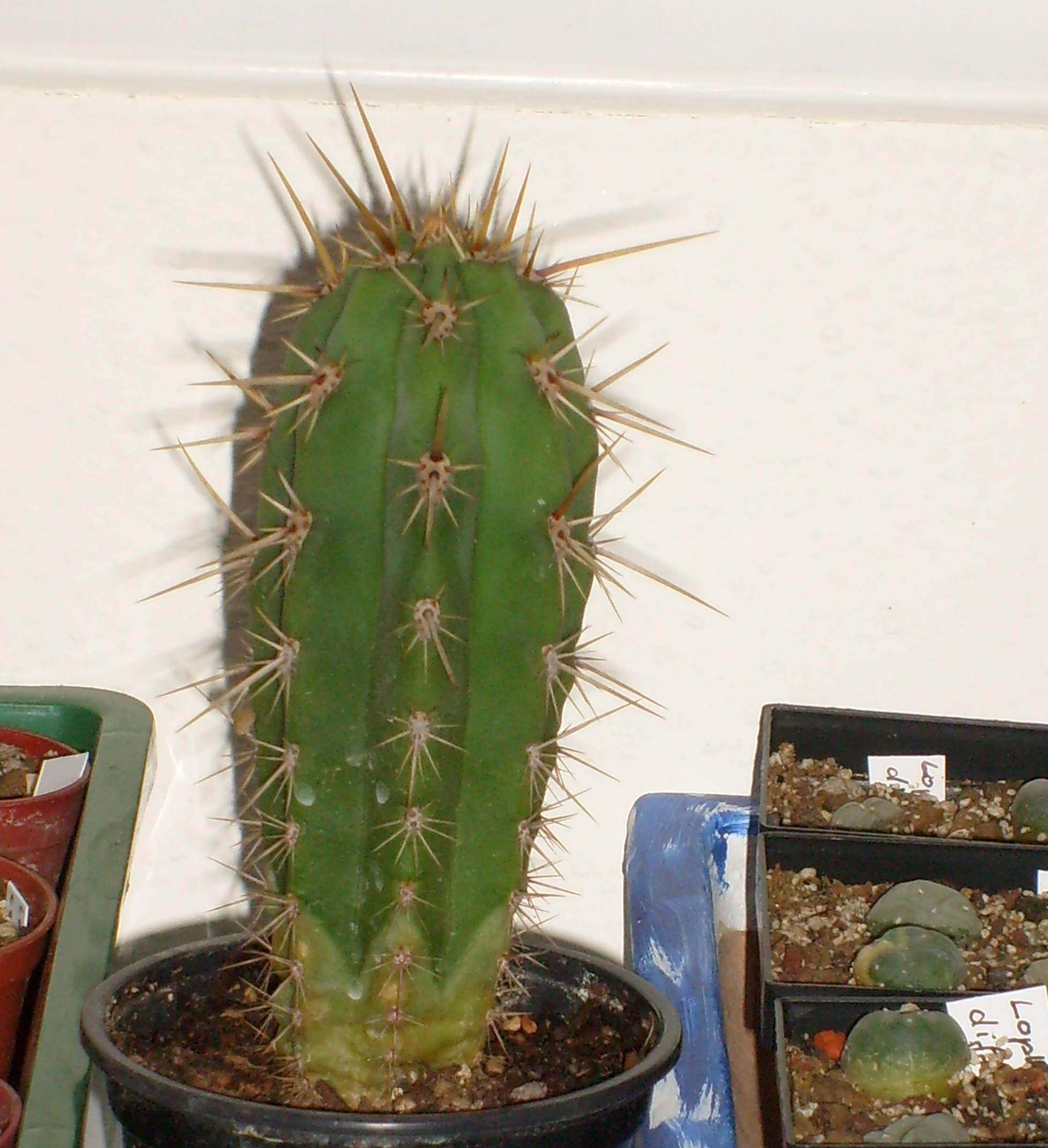
Echinopsis peruviana

- Belfast/Vereinigtes Königreich: Das Dampfschiff Statendam läuft vom Stapel. Ursprünglich ist das zweitgrößte Passagierschiff der Welt für die Flotte der Holland-America Line eingeplant. Wegen des Kriegsausbruchs wird sie aber von der Royal Navy übernommen, zum Truppentransporter umgebaut und am 7. April 1917 unter dem Namen Justicia übergeben.
- Vereinigte Staaten: Laughing Gas, ein Slapstick-Stummfilm von Charles Chaplin, feiert seine Kinopremiere. Der Streifen behandelt die irrwitzigen Probleme eines Zahnarztassistenten.
- Komitat Trentschin/Ungarn: Die Bahnstrecke Čadca–Makov wird eröffnet. Die Baukosten hatten 3.658.000 Kronen betragen.
- Matucana/Peru: Joseph Nelson Rose und seine Frau sammeln in einer Höhenlage von 2.100 Metern die ersten Exemplare des Kakteengewächses Echinopsis peruviana ein. Erst 1920 nimmt er gemeinsam mit Nathaniel Lord Britton die Erstbeschreibung als Trichocereus peruvianus vor.[2]
- Bosnien und Herzegowina/Österreich-Ungarn: Die Landesregierung schließt als Folge des Attentats von Sarajevo den Landtag von Bosnien und Herzegowina. Ursprünglich nur als vorläufige Maßnahme gedacht wird er aber am 6. Februar 1915 endgültig aufgelöst.

### Freitag, 10. Juli

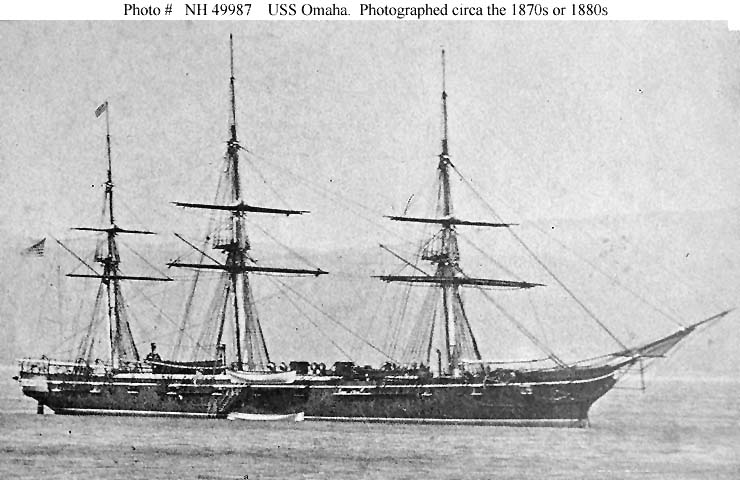
Die USS Omaha zwischen 1870 und 1880

- Königreich Italien: Das Comitato Olimpico Nazionale Italiano, der Dachverband aller italienischen Sportverbände, wird als Teil des Internationalen Olympischen Komitees (IOC) gegründet.[3]
- Vereinigte Staaten: Die USS Omaha, eine Dampfsloop der Algoma-Klasse mit Schraubenantrieb, wird endgültig aus dem Schiffsregister gestrichen.

### Dienstag, 14. Juli

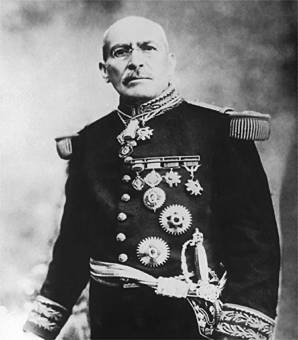
Victoriano Huerta

- Brasilien: Nachkommen italienischer Einwanderer gründen einen Fußballklub, den sie zu Ehren der italienischen Dynastie des Casa Savóia auf den Namen Savóia Futebol Clube taufen. Die Vereinsfarben werden von der italienischen Flagge übernommen und sind folglich Grün, Rot und Weiß.
- Mexiko: Francisco S. Carvajal stürzt Victoriano Huerta und ersetzt ihn als Präsident Mexikos. Huerta geht nach Europa ins Exil.
- Deutsches Kaiserreich: Das Kartell Jüdischer Verbindungen, der Dachverband jüdischer Studentenverbindungen wird durch die Vereine Jüdischer Studenten in Berlin, Leipzig, Breslau und München gegründet.
- Königsberg/Deutsches Kaiserreich: Der Königsberger Karzer wird aufgelassen.
- Lindenthal/Deutsches Kaiserreich: Heinrich Oelerich, der Chefpilot in die Deutschen Flugzeug-Werke (DFW), stellt mit 8150 m einen neuen Höhenfolgrekord auf. Erstmals übertrifft er 8000 m.[4]

### Mittwoch, 15. Juli

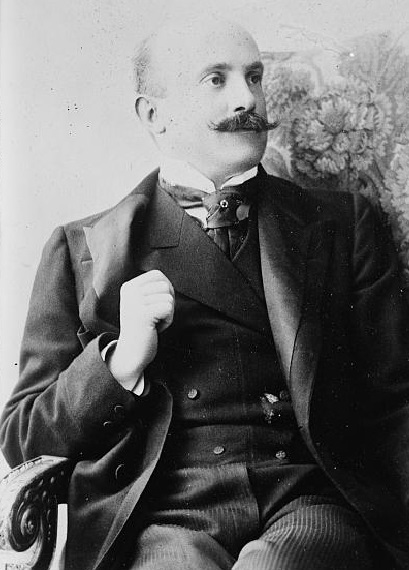
Joseph Caillaux

- Sachsen/Deutsches Kaiserreich: Die 39 km lange, normalspurige Kleinbahn Osterburg–Pretzier wird eröffnet. Sie verbindet Osterburg, wo sich auch die örtliche Betriebsleitung befindet, mit Deutsch Pretzier.
- Deutsches Kaiserreich: Nach jahrelangen Verhandlungen schließen der Kösener Senioren-Convents-Verband (KSCV), der Vertreter-Convent (VC), die Deutsche Landsmannschaft (DL) sowie die Deutsche Burschenschaft (DB) das Marburger Abkommen zum „Zwecke der Bekämpfung der Realinjurien und Behebung der Verrufe“.[5] Diese Übereinkunft gilt als das erste verbandsübergreifende Abkommen dieser Art und bildet unter anderem die Grundlage für die ersten örtlichen verbandsübergreifenden Waffenringe.
- Frankreich: Nach jahrelangen Diskussionen führt die Nation die progressive Einkommensteuer („impôt sur le revenu“) ein. Der siebenmalige französische Finanzminister Joseph Caillaux hatte das Gesetzesvorhaben zuvor massiv vorangetrieben[6] und der von vielen erwartete Krieg beschleunigte den Beschluss.[7]

### Donnerstag, 16. Juli

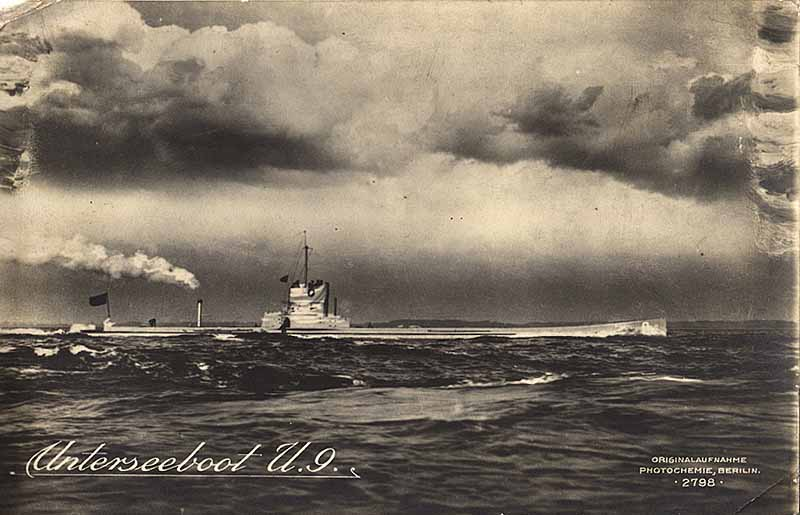
Die U 9 auf einer Vorkriegspostkarte

- Deutsches Kaiserreich: Der Mannschaft der U 9, einem petroleum-elektrischen U-Boot der Kaiserlichen Marine, gelingt es – zum ersten Mal überhaupt – während einer Tauchfahrt Torpedos nachzuladen.
- Isle of Portland/Vereinigtes Königreich: Die britische Home Fleet mit 460 Schiffen hält vor der Insel Manöver ab. Die am 26. Juli vorgesehene Aufhebung der Probemobilmachung wird in Folge des kurz bevorstehenden Ersten Weltkriegs verschoben.
- Australien: Der 6. Premierminister Australiens, Joseph Cook, wird in den Privy Council berufen[8] und in den Ritterstand erhoben (Knight Grand Cross of the Order of St. Michael and St. George (GCMG)).[9]

### Freitag, 17. Juli

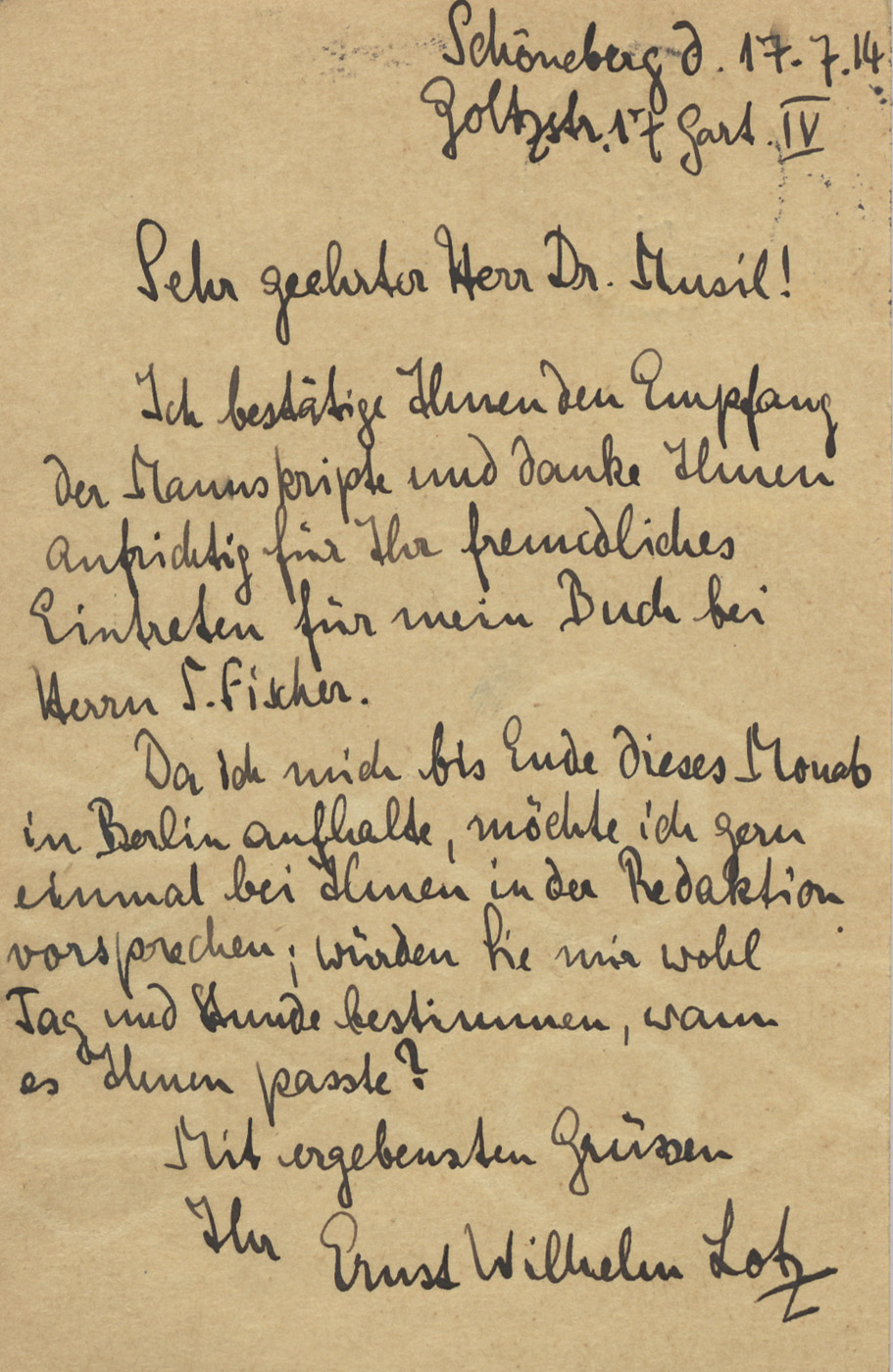
Handschriftliche Postkarte von Ernst Wilhelm Lotz an Robert Musil, 17. Juli 1914

- Vereinigtes Königreich: Die Vickers F.B.5, das erste Flugzeug, das als reines Jagdflugzeug konzipiert war, hat ihren Erstflug.
- Santuari de Lluc/Spanien: Bischof Pere-Joan Campins weiht die örtliche Kirche neu ein. Zuvor war sie, nach Anregungen von Antoni Gaudí,[10] im Stil des Neobarock ausgebaut, wobei man sich bei der Gestaltung des Kirchenraums an den vorhandenen Altarraum (Chor oder auch Presbyterium) anlehnte.[11]

### Montag, 20. Juli
- Sankt Petersburg/Russisches Kaiserreich: Teile der französischen Regierung (Raymond Poincaré, René Viviani und Pierre de Margerie) treffen zu einem lange geplanten, dreitägigen Staatsbesuch ein. Über den Inhalt der Gespräche mit der russischen Regierung gibt es zwar keine offiziellen Protokolle, aber die Auswertung inoffizieller Dokumente lässt darauf schließen, dass die französische Seite ein „festes Zusammenstehen“ in der kommenden Krise fordert und plant gemeinsam mit Russland zu handeln.[12]

### Mittwoch, 22. Juli

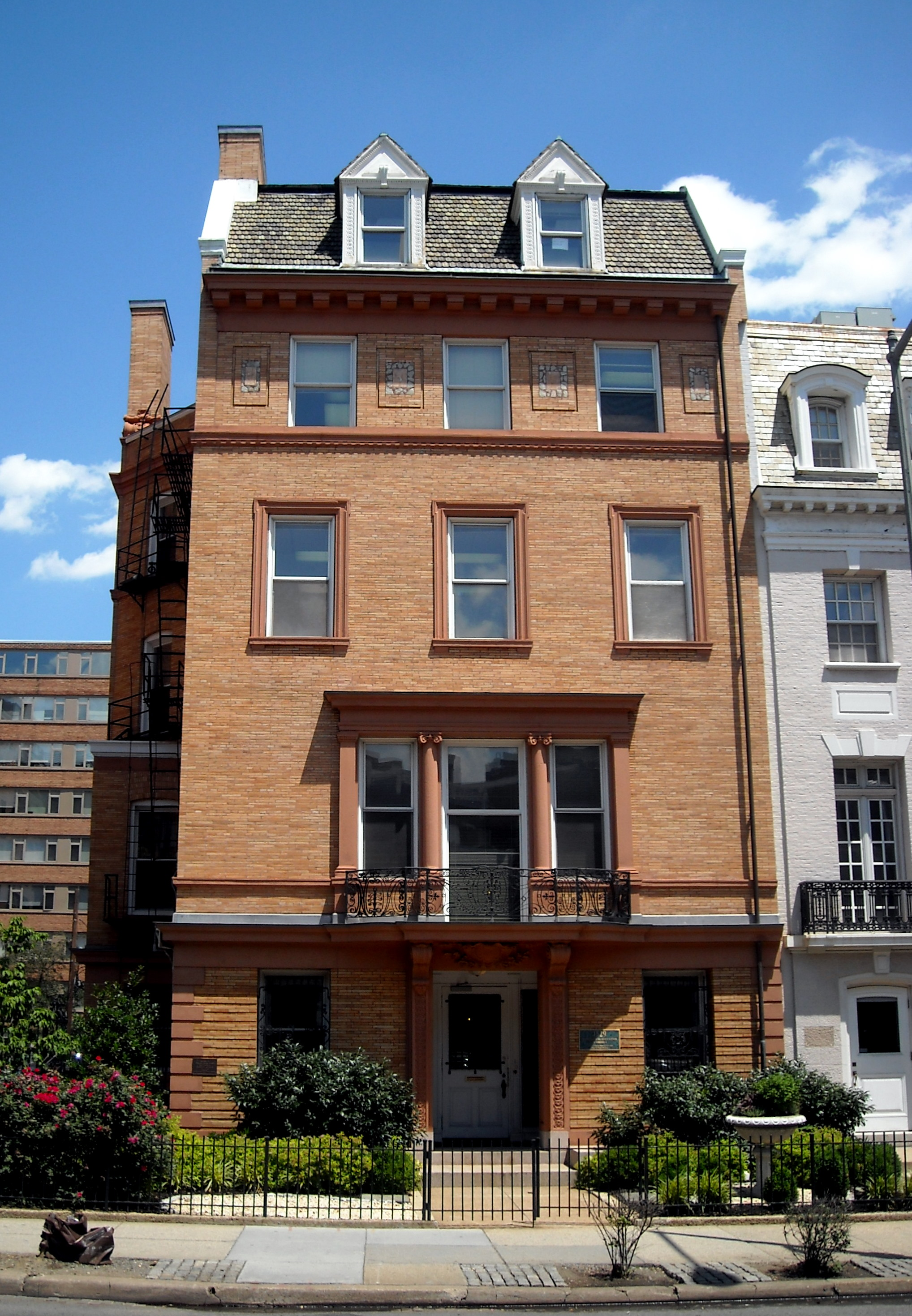
Kubanische Botschaft und Haus von Carlos Manuel de Céspedes y Quesada in Washington, D.C.

- Vereinigte Staaten: Carlos Manuel de Céspedes y Quesada, später Präsident Kubas, übernimmt das Amt des kubanischen Botschafters von Pablo Desvernine y Galdós.

### Donnerstag, 23. Juli

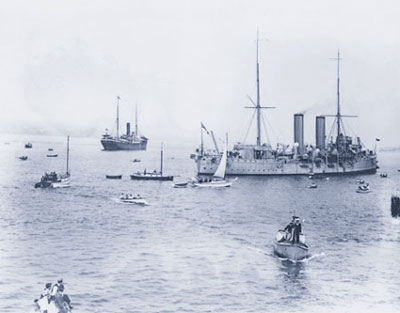
Rainbow und die Komagata Maru

- Österreich-Ungarn/Königreich Serbien: Im Verlauf der Julikrise richtet Österreich-Ungarn drei Wochen nach dem Attentat von Sarajevo ein auf 48 Stunden befristetes Ultimatum an Serbien. In dem um 18 Uhr abends von dem Gesandten Wladimir Giesl von Gieslingen übergebenen Schreiben wird von Serbien u. a. eine gerichtliche Untersuchung gegen die Teilnehmer des Komplotts verlangt, verbunden mit der Forderung nach Beteiligung von k.u.k. Organen.
- Oberösterreich/Österreich-Ungarn: Im Höllengebirge findet die letzte Hofjagd statt. Zuvor hatte die Hofjagdleitung in Ebensee jeden Sommer während der Jagdsaison ein absolutes Betretungsverbot über das zentrale Gebirge verhängt.
- Vancouver/Kanada: Die HMCS Rainbow zwingt den Dampfer Komagata Maru[13] mit 354 Sikh-Immigranten aus Indien an Bord zur Abreise. Der Dampfer hatte sich seit 23. Mai im Hafen befunden, auch um auf das restriktive kanadische Einwanderungsgesetz aufmerksam zu machen, dass die Einwanderung aus Südasien verhindern sollte.[14]

### Freitag, 24. Juli

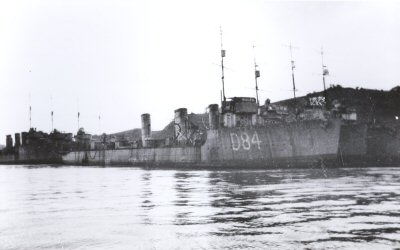
HMS Meteor (1914)

- Russisches Kaiserreich: Als Reaktion auf das österreichische Ultimatum vom Vortag erteilt der russische Ministerrat Serbien die Zusage, sich bei den europäischen Großmächten für einen Aufschub des Ultimatums einzusetzen. Außerdem kündigt Russland eine Mobilmachung seiner Truppen sowie den Abzug seiner Finanzmittel aus Deutschland und Österreich an und versichert, im Falle eines österreichisch-ungarischen Angriffs auf Serbien nicht untätig zu bleiben.[15]
- Vereinigtes Königreich: Die Meteor, ein Zerstörer der Thornycroft M-Klasse der Royal Navy, läuft vom Stapel. Die Indienststellung erfolgt zwei Monate später, am 15. September 1914.

### Samstag, 25. Juli

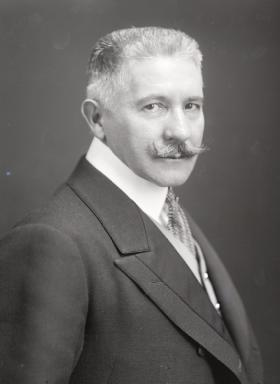
Wladimir Giesl von Gieslingen (1904)

- Königreich Serbien: Um 15:00 Uhr wird die Generalmobilmachung angeordnet.[16]
- Österreich-Ungarn/Königreich Serbien: Am Abend um 17.55 Uhr überreichte Serbien eine Antwort auf das österreichisch-ungarische Ultimatum vom 23. Juli. Darin versprach es, die meisten Punkte zu erfüllen, wies jedoch die Teilnahme von k.u.k. Beamten bei Untersuchungen in Serbien zurück. Botschafter Giesl überflog den Text und reiste umgehend mit dem gesamten Gesandtschaftspersonal ab.[17]

### Dienstag, 28. Juli

Verlauf des Ersten Weltkrieges

- Österreich-Ungarn/Königreich Serbien: Mit der Kriegserklärung Österreichs an Serbien beginnt der Erste Weltkrieg.

### Mittwoch, 29. Juli

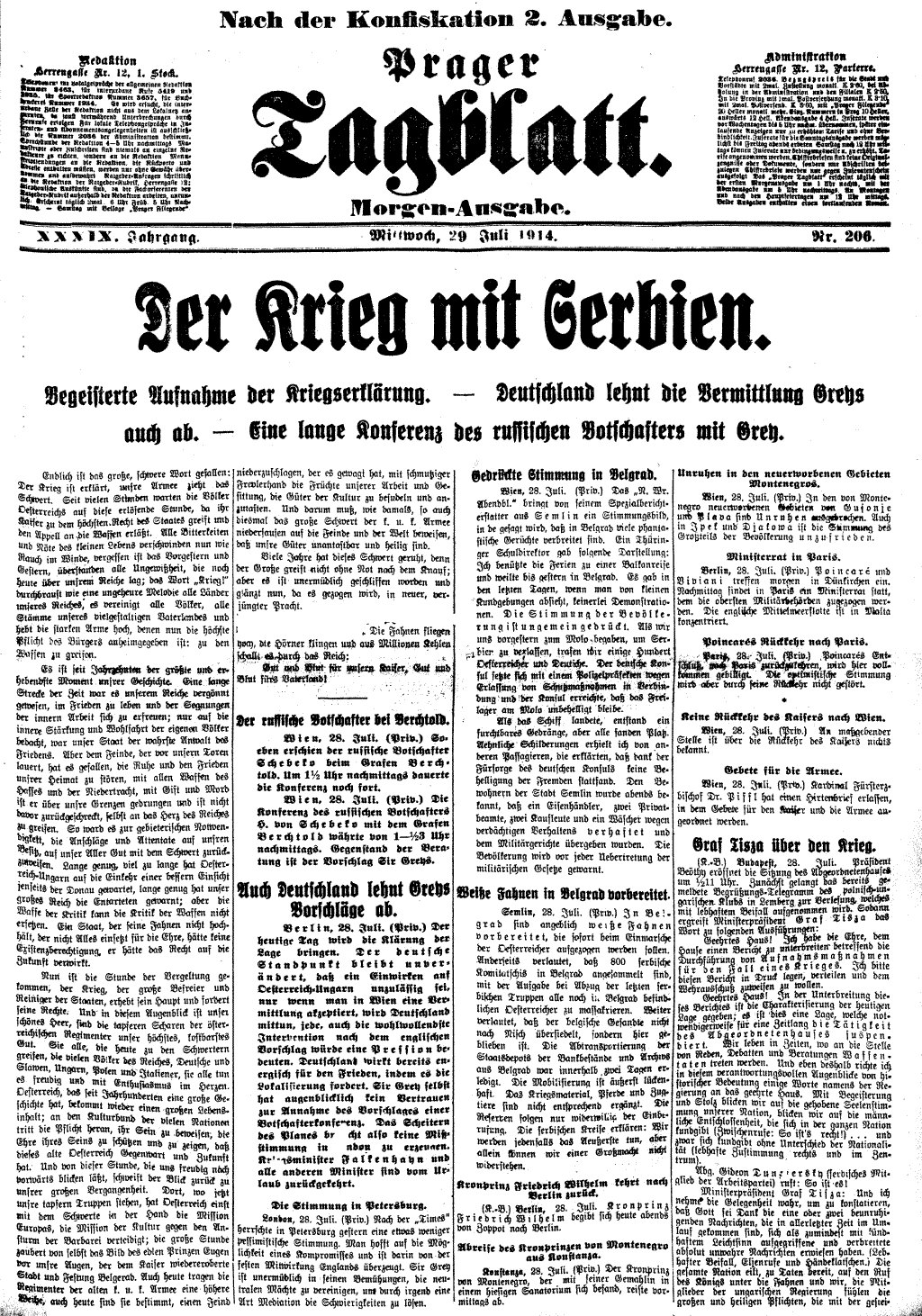
Titelseite des Prager Tagblatt vom 29. Juli 1914, Morgenausgabe

- Belgrad/Königreich Serbien: Mit einer Beschießung Belgrads wenige Minuten vor ein Uhr morgens durch das DDSG Schiff Inn und mehrere k.u.k. Monitore beginnen vermutlich die eigentlichen Kriegshandlungen des Ersten Weltkriegs. Die am Semliner Ufer versammelten Zuschauer glauben schon an eine Beendigung dieses Zwischenfalls, als kurz darauf die Serben um zwei Uhr früh einzelne Felder der Eisenbahnbrücke zwischen Belgrad und Semlin sprengen, und die k.u.k. Haubitzenbatterie auf der Semliner Seite das Feuer eröffnet. Zu diesem Zeitpunkt ist Belgrad bereits teilweise evakuiert.[18]
- Russisches Kaiserreich: Zar Nikolaus II. gibt als Antwort auf den Beschuss Belgrads den Befehl zur Generalmobilmachung. Außenminister Sasanow versichert dem deutschen Botschafter Pourtalès, dass sich diese Mobilmachung nur gegen Österreich-Ungarn richtet und es keine Maßnahmen gegen Deutschland gibt. Neue Forschungen zeigen jedoch, dass bereits umfangreiche Vorbereitungsmaßnahmen in den zu Deutschland hin gelegenen Militärbezirken im Gange sind.

### Freitag, 31. Juli
- Jean Jaurès wird in Paris ermordet. Zuvor hatte er vehement gegen den sich abzeichnenden Krieg plädiert und sich innerhalb seiner Partei, der SFIO, gegen die Bewilligung von Kriegskrediten und gegen eine Mitwirkung an einer Union sacrée eingesetzt.